# Trupanea lignoptera
Trupanea lignoptera är en tvåvingeart som först beskrevs av Munro 1929.  Trupanea lignoptera ingår i släktet Trupanea och familjen borrflugor. Inga underarter finns listade i Catalogue of Life.